# Colobaea americana
Colobaea americana är en tvåvingeart som beskrevs av Steyskal 1954. Colobaea americana ingår i släktet Colobaea och familjen kärrflugor. Inga underarter finns listade i Catalogue of Life.